# 圣马丁德尔雷奥雷利奥
圣马丁德尔雷奥雷利奥，是西班牙阿斯图里亚斯的一个市镇。总面积56平方公里，总人口20247人（2001年），人口密度362人/平方公里。